# Manifestador

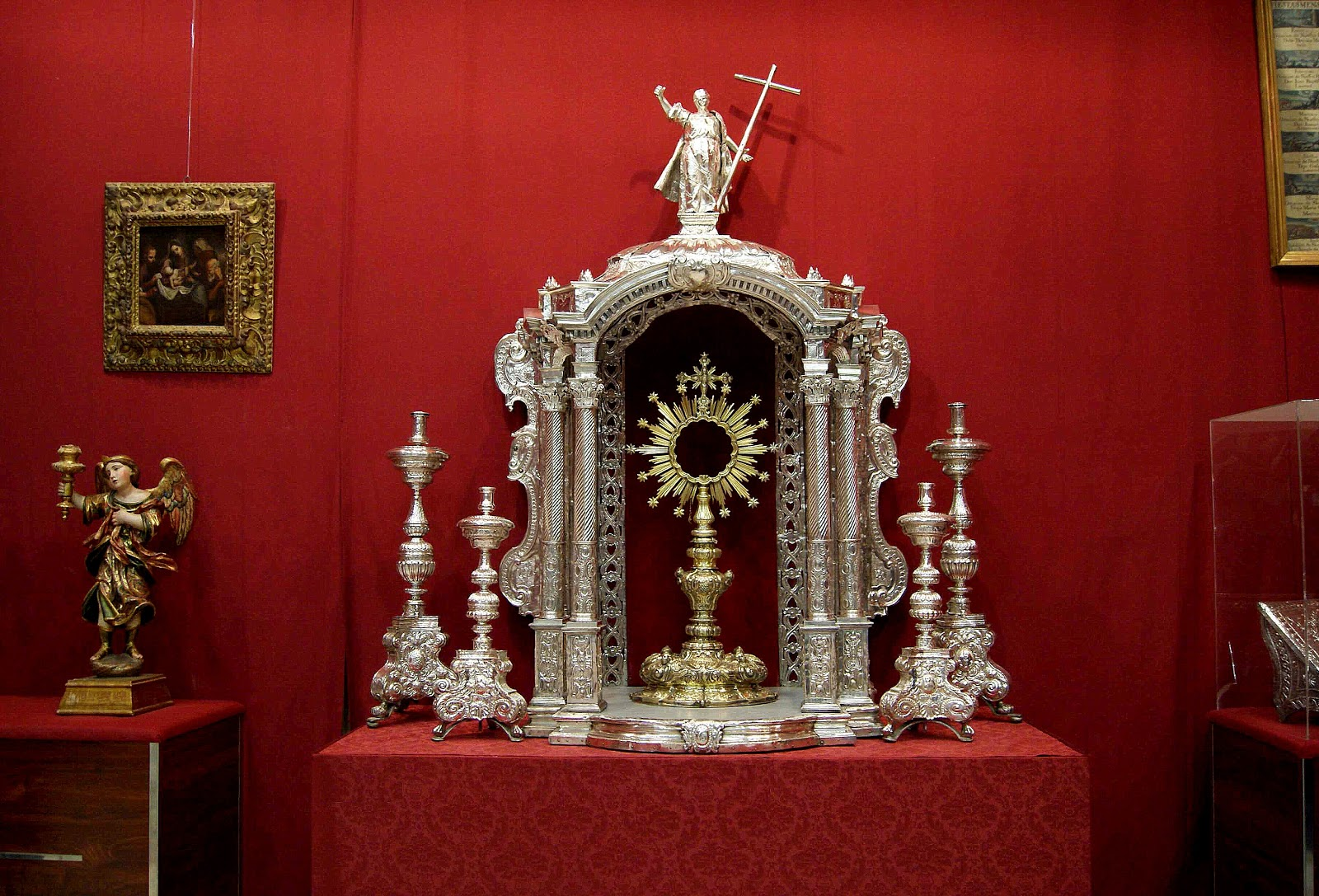
Manifestador con forma de templete mostrando un ostensorio.

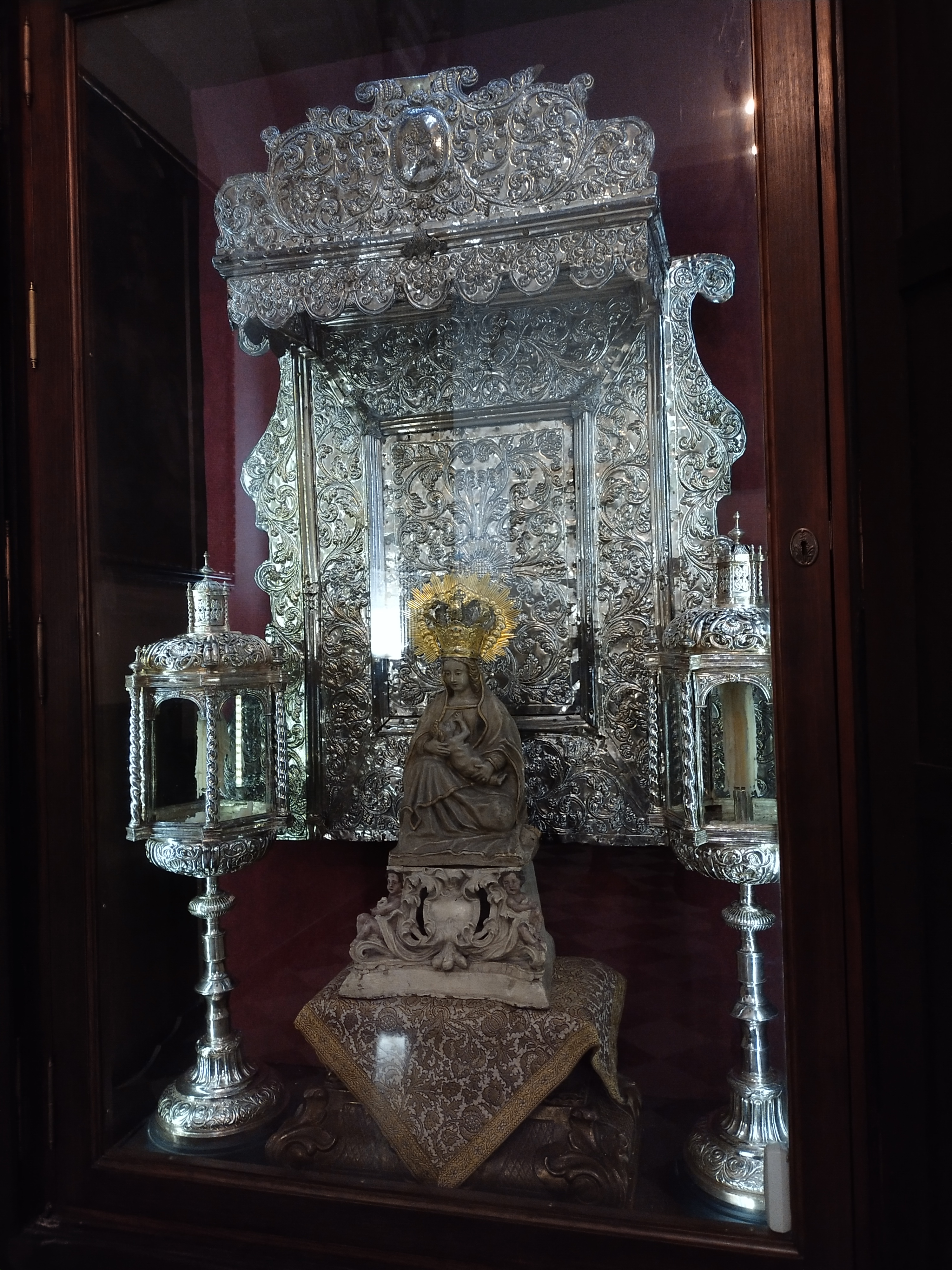
Manifestador de plata (atrás) en el Tesoro de la Catedral de Jerez de la Frontera.

El manifestador es un objeto litúrgico habitual en los templos católicos, consistente en un dosel o templete, o una hornacina abierta, cuyo objeto original era exponer públicamente, de forma temporal o permanente, la hostia consagrada alojada en la custodia u ostensorio.
A diferencia del sagrario, que es un tabernáculo que se cierra, el manifestador habitualmente no tiene cierres, es abierto. No obstante en tierras del Reino de Aragón, el manifestador consistía en una urna protegida con cistal. Un lugar común para colocar los manifestadores ha sido encima de los sagrarios.
De ser un expositor para los santos sacramentos, los manifestadores de las iglesias pasaron posteriormente a ser hornacinas para exhibir otras imágenes, símbolos u otros objetos sacros.